# Embalse Potrero de los Funes
Embalse Potrero de los Funes är en reservoar i Argentina.   Den ligger i provinsen San Luis, i den centrala delen av landet, 700 km väster om huvudstaden Buenos Aires. Embalse Potrero de los Funes ligger 953 meter över havet. Arean är 3,6 kvadratkilometer. Den sträcker sig 1,2 kilometer i nord-sydlig riktning, och 1,1 kilometer i öst-västlig riktning.